# Dennis Rodman

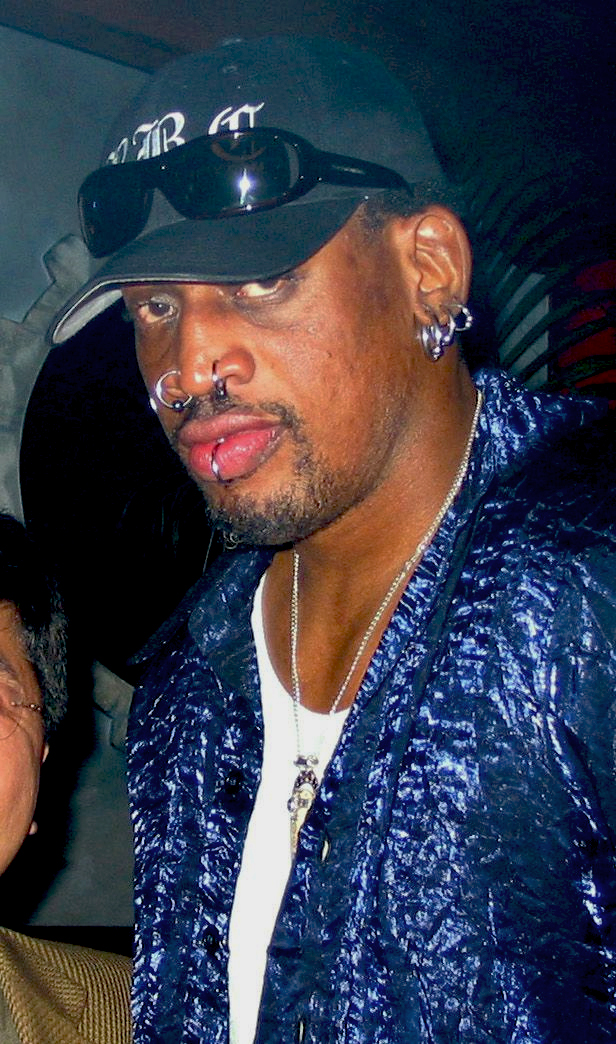
Dennis Rodman

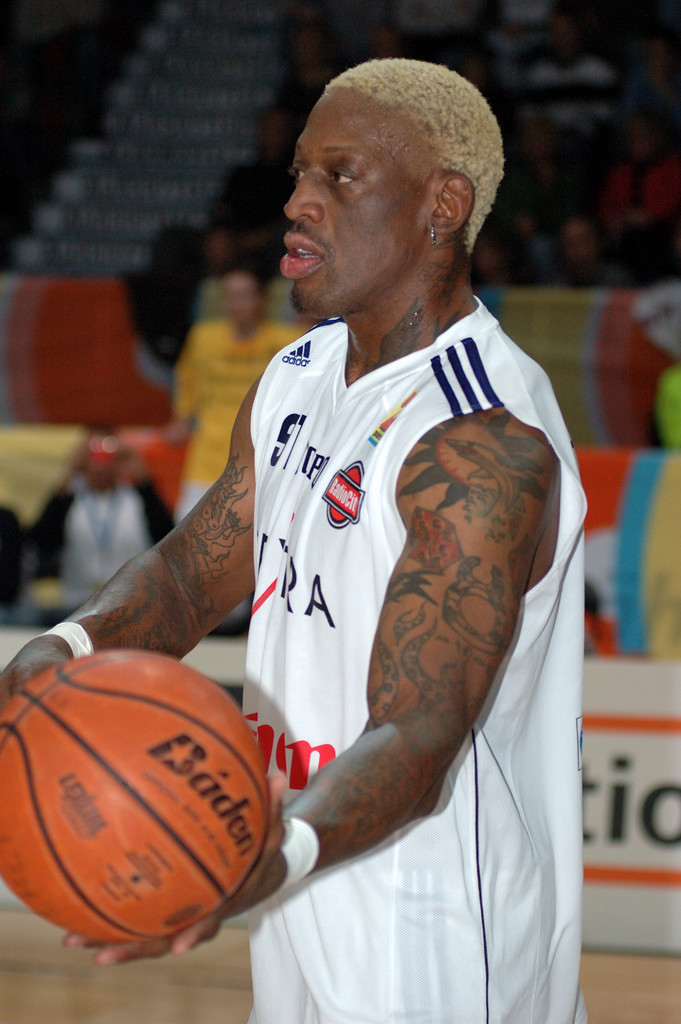
Dennis Rodman

Dennis Keith Rodman (n. 13 mai 1961, Trenton, New Jersey, SUA) este un fost baschetbalist american profesionist, cunoscut mai ales datorită puterii tehnici defensive. A fost liderul NBA pentru șapte ani consecutivi, un record neegalat până azi. A avut relații cu Madonna și Carmen Electra.